# Sideridis nepalensis
Sideridis nepalensis là một loài bướm đêm trong họ Noctuidae.